# Allorhogas hansoni
Allorhogas hansoni är en stekelart som beskrevs av Marsh 2002. Allorhogas hansoni ingår i släktet Allorhogas och familjen bracksteklar. Inga underarter finns listade i Catalogue of Life.